# Culicoides hypsipyles
Culicoides hypsipyles är en tvåvingeart som först beskrevs av Meillon 1936.  Culicoides hypsipyles ingår i släktet Culicoides och familjen svidknott. Inga underarter finns listade i Catalogue of Life.